# Annawan
Annawan és una població dels Estats Units a l'estat d'Illinois. Segons el cens del 2000 tenia 868 habitants.

## Demografia
Segons el cens del 2000, Annawan tenia 868 habitants, 354 habitatges, i 238 famílies. La densitat de població era de 492,8 habitants/km².
Dels 354 habitatges en un 32,8% hi vivien nens de menys de 18 anys, en un 58,5% hi vivien parelles casades, en un 6,5% dones solteres, i en un 32,5% no eren unitats familiars. En el 30,5% dels habitatges hi vivien persones soles el 15,5% de les quals corresponia a persones de 65 anys o més que vivien soles. El nombre mitjà de persones vivint en cada habitatge era de 2,45 i el nombre mitjà de persones que vivien en cada família era de 3,07.
Per edats la població es repartia de la següent manera: un 27,3% tenia menys de 18 anys, un 6,5% entre 18 i 24, un 25,1% entre 25 i 44, un 21,5% de 45 a 60 i un 19,6% 65 anys o més.
L'edat mediana era de 39 anys. Per cada 100 dones de 18 o més anys hi havia 86,1 homes.
La renda mediana per habitatge era de 38.571 $ i la renda mediana per família de 46.563 $. Els homes tenien una renda mediana de 37.237 $ mentre que les dones 20.673 $. La renda per capita de la població era de 15.839 $. Aproximadament el 9% de les famílies i el 9,7% de la població estaven per davall del llindar de pobresa.

## Poblacions properes
El següent diagrama mostra les poblacions més properes.